# Liga Oro femenina de hockey línea 2020-21
La temporada 2020-21 de la Liga Oro femenina de hockey línea la disputan doce equipos de hockey sobre patines en línea de España. El torneo lo organiza la Real Federación Española de Patinaje (RFEP).

## Equipos
| Club                                    | Ciudad              |
| --------------------------------------- | ------------------- |
| Club Patins Lostregos Lucus             | Lugo                |
| CHL Meigas Lugo                         | Lugo                |
| Metropolitano Hockey Club               | Bilbao              |
| Hockey Línea Tucans                     | San Adrián de Besós |
| Club Patinaje en Línea Valladolid Gatas | Valladolid          |
| Tres Cantos Patín Club B                | Madrid              |
| CPH Skulls Almasera                     | Almácera            |
| Angels Sagunto                          | Sagunto             |
| Fighters Vilareal                       | Villarreal          |
| CPLV Panteras UEMC B                    | Valladolid          |
| Lobos de Iscar                          | Íscar               |
| CDE Sobre Ruedas                        | Torrelavega         |

## Clasificación

### Grupo 1
| | Equipo                   | Puntos | Bonus | J | G | E | P | GF | GC | DG |
| --- | ------------------------ | ------ | ----- | - | - | - | - | -- | -- | -- |
| 1 | CPLV Panteras UEMC B     | 12     | 0     | 4 | 4 | 0 | 0 | 13 | 4  | 9  |
| 2 | Tres Cantos Patín Club B | 4      | 0     | 4 | 1 | 1 | 2 | 6  | 11 | -5 |
| 3 | Hockey Línea Tucans      | 3      | 0     | 2 | 1 | 0 | 1 | 5  | 4  | 1  |
| 4 | CPH Skulls Almasera      | 2      | 1     | 2 | 0 | 1 | 1 | 3  | 4  | -1 |
| 5 | Angels Sagunto           | 0      | 0     | 0 | 0 | 0 | 0 | 0  | 0  | 0  |
| 6 | LOBAS - GRANJA PINILLA   | 0      | 0     | 2 | 0 | 0 | 2 | 0  | 4  | -4 |
| Fuente: Federación Española de Patinaje: Clasificación de la Liga Oro femenina de hockey línea - Grupo 1; actualización automática |                          |        |       |   |   |   |   |    |    |    |

### Grupo 2
| | Equipo                                  | Puntos | Bonus | J | G | E | P | GF | GC | DG  |
| --- | --------------------------------------- | ------ | ----- | - | - | - | - | -- | -- | --- |
| 1 | Club Patinaje en Línea Valladolid Gatas | 9      | 0     | 4 | 3 | 0 | 1 | 16 | 6  | 10  |
| 2 | Club Patins Lostregos Lucus             | 9      | 0     | 3 | 3 | 0 | 0 | 8  | 2  | 6   |
| 3 | Fighters Vilareal                       | 6      | 0     | 2 | 2 | 0 | 0 | 9  | 3  | 6   |
| 4 | Metropolitano Hockey Club               | 4      | 0     | 5 | 1 | 1 | 3 | 10 | 23 | -13 |
| 5 | CHL Meigas Lugo                         | 3      | 0     | 5 | 1 | 0 | 4 | 10 | 12 | -2  |
| 6 | CDE Sobre Ruedas                        | 2      | 1     | 3 | 0 | 1 | 2 | 5  | 12 | -7  |
| Fuente: Federación Española de Patinaje: Clasificación de la Liga Oro femenina de hockey línea - Grupo 2; actualización automática |                                         |        |       |   |   |   |   |    |    |     |

- Datos: Q99912747